# 伊谢季河
伊谢季河是位于俄罗斯亚洲部分西伯利亚平原上托博尔河左岸的一条支流。

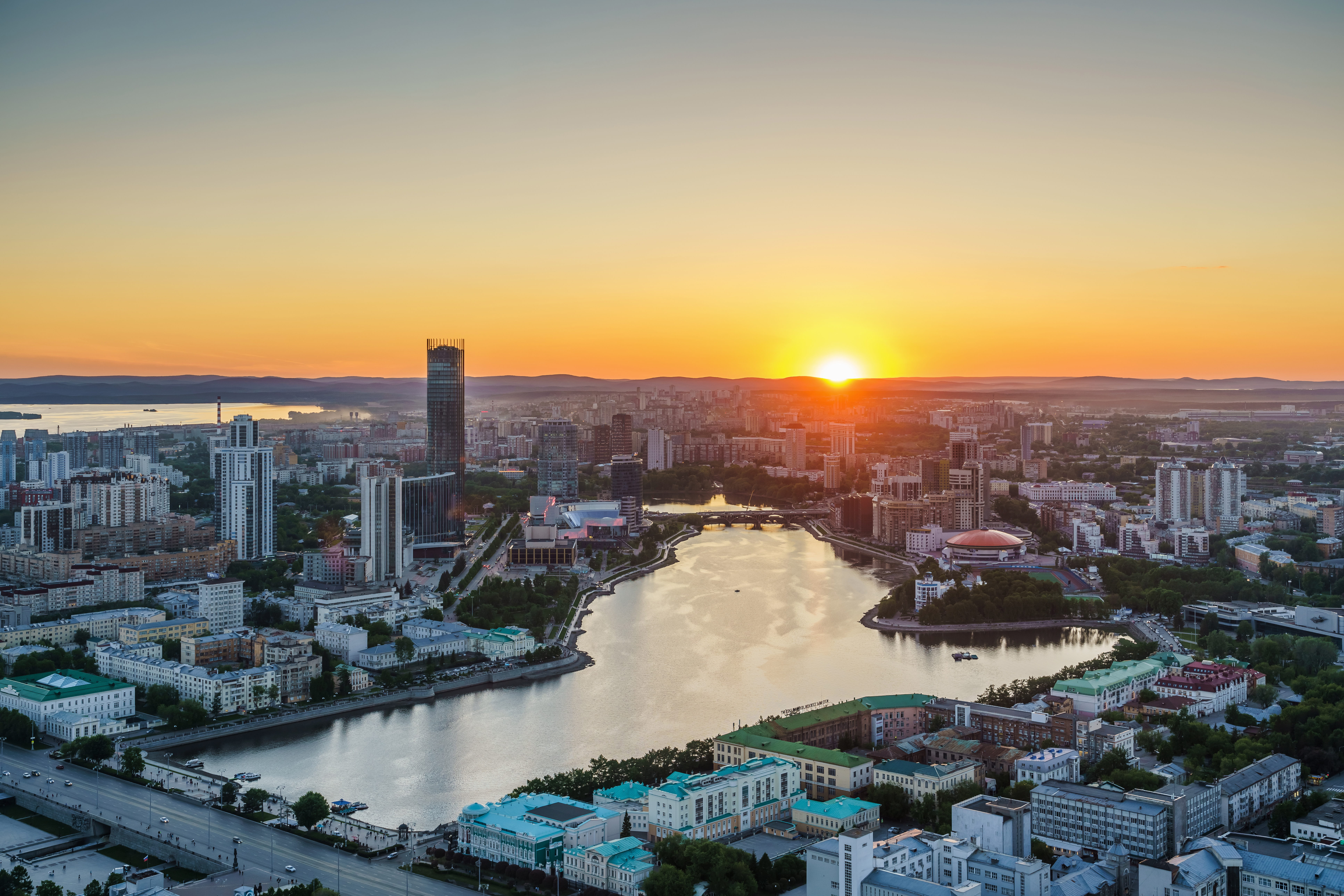
伊谢季河在葉卡捷琳堡

伊谢季河的源头是伊谢季湖），它部分是一个天然湖，部分是人工造成的水库。这个湖位于葉卡捷琳堡西北，乌拉尔山脉东麓（高度海拔250米）。在葉卡捷琳堡附近，伊谢季河的上游它流过多个已经在18世纪形成的、为矿山造成的“水潭”，比如上伊谢季潭（Верх-Исетский пруд）。在一些地方伊谢季河也形成湍流。为了提高伊谢季河的水量以及改善叶卡捷琳堡的供水制造了一个水坝（Волчихинское водохранилище）。使用这个水库以及一个6千米长的运河将部分原本属于伏尔加河流域的水引到伊谢季河。这个运河不能行船，但是它跨越里海和北冰洋之间的分水岭。伊谢季河随后向东流过一个宽阔的河谷注入托博尔河（海拔51米）。
伊谢季河的流域面积为58,900平方公里。在离入托博尔河105千米处的平均流量为每秒65.4立方米。在伊谢季河的下游它有50米宽，约2米深，水流速度为每秒0.4米。
伊谢季河流经斯維爾德洛夫斯克州的葉卡捷琳堡和卡缅斯克-乌拉尔斯基、库尔干州的沙德林斯克和秋明州。伊谢季河的上游和中游至沙德林斯克流过重工业地区和城市，因此河流受到污染比较严重。在这一段里从叶卡捷琳堡至库尔干的铁路和公路也沿伊谢季河宽阔的河谷行走。
从十一月至四月伊谢季河封冻。理论上小船可以行走到沙德林斯克，实际上它官方不是水路，原因是它的下游区流很多。